# Akai
Akai，即日語「赤井」，為過去一家日本電器製造商赤井電機株式会社（日語：赤井電機株式会社），以及現今他廠冠名使用的電器品牌。赤井電機遭收購後，承繼品牌的法人有雅佳、AKAI professional公司。

## 概要
前身可溯至1924年，赤井舛吉設立的赤井沖壓工業，其養子赤井三郎在二戰後將公司改組為赤井電機株式会社（Akai Electric Co., Ltd.）。後因赤井三郎驟逝得繳龐大遺產稅，出脫股份大多由三菱集團買下而成為大股東，即日後合夥成立「A&D」品牌的基礎。
1954年，開發出日本最初的磁帶錄音機，此後踏入音響器材領域。在海外也是音響名牌，並且股票在東證上市。但擅長磁帶技術的赤井電機，未能及時轉向代表數位化的CD製品、造成經營不善，亦開始摸索其他產品市場，只是業績仍未改善，1991年撤出音響市場。1995年2月被香港善美集團（後「雅佳控股」）收購納入傘下。2000年，因雅佳控股破產導致週轉不靈，而向法院申請重整，2001年由嘉域集團出面接手。自此赤井電機改為影音產品貿易業務，不再從事生產。

## 簡史
- 1924年，赤井舛吉創立合資會社赤井沖壓工業，後改稱赤井電機製作所[2][6]。
- 1929年7月15日[7]，高砂鐵工成立。[2]
- 1946年，赤井三郎改組赤井電機株式会社，赤井舛吉擔任名義上的社長。
- 1947年，與高砂鐵工合併，高砂鐵工是存續法人沿用赤井商號[2]，公司創業日期也以高砂鐵工成立時為準。
- 1961年，赤井三郎接任社長。[4]
- 1968年11月21日，股票在東證第2部上市。[7]
- 1970年4月1日，股票在東證第1部上市。[7]
- 1973年12月24日，赤井三郎因志賀高原滑雪場意外身故。[4][6]
- 1984年，新品牌「AKAI professional」投入電子樂器市場。
- 1987年，與三菱電機合作推出「A&D」音響品牌。
- 1988年，追加電子樂器品牌「AKAI digital」。
- 1995年2月，被善美集團收購。
- 2001年2月3日，雅佳控股破產緣故申請重整，而遭東證除牌[7]；之後由嘉域集團接手納入旗下。

## 雅佳
善美（環球）有限公司（Semi-Tech (Global) Company Limited）收購赤井電機後，將「Akai」品牌命名中文「雅佳」，並於1999年7月29日易名雅佳控股有限公司（Akai Holdings Limited），象徵居該品牌的主導地位；終因亞洲金融風暴波及而爆出帳目不實、鉅額虧損，在2000年8月被強制清盤，「Akai」（雅佳）相關子公司與商標、特許權轉讓給嘉域集團。
嘉域集團持有其商標、特許權，採行「國際品牌」（實為「品牌傘＝umbrella brands」）策略，授權他廠冠名生產、銷售同品牌電器用品，但並非香港嘉域或日本赤井的關係企業。

## AKAI professional
1999年12月7日，電子樂器（electronic musical instrument，EMI）事業部從赤井電機独立為AKAI professional M.I.株式会社（AKAI plofessional M.I. Corp.，APMI），負責「AKAI professional」、「AKAI DIGITAL」、「NineteenNinetyseven」品牌製品開發、製造、販賣服務。当初有獲利，但後來跟年輕人的樂器脫節，加上個人電腦音樂合成軟體普及，銷售額减少、經營惡化。2005年12月被法院裁定破產，「AKAI professional」和「AKAI DIGITAL」（後剩前者）品牌由美國inMusic Brands Inc.持有。

## 外部連結
- Akai
- Akai Professional（页面存档备份，存于）
- Akai Professional[]→AK NET[]→APMI[]、[]